# Luis Antonio Enrique de Borbón-Condé
Luis Antonio Enrique de Borbón-Condé, duque de Enghien (Chantilly, 2 de agosto de 1772-Vincennes, 21 de marzo de 1804) fue un noble francés, único hijo de Luis Enrique, duque de Borbón y posteriormente príncipe de Condé, y el último descendiente de la rama de Condé de la Casa de Borbón.

## Biografía
En 1789, a los pocos días de la caída de la Bastilla, su padre huyó con él hacia los Países Bajos, donde el duque de Enghien, de 17 años, se unió al Ejército de los Emigrantes organizado en Alemania bajo el mando de su abuelo, Luis José de Borbón-Condé, príncipe de Condé, y su padre, el duque de Borbón. El propósito de este ejército era marchar sobre Francia para restaurar el Antiguo Régimen.
En 1792 el duque de Enghien se convierte en jefe autoproclamado del Ejército Real Francés. Estuvo además implicado en el intento de invasión de Francia junto a los ejércitos combinados de Austria y Prusia bajo el mando del duque Carlos Guillermo Fernando de Brunswick. Sin embargo, a pesar de la derrota, el 2 de febrero de 1794, recibió de manos del conde de Provenza la Croix de Saint-Louis por su valeroso comportamiento.
Al disolverse el Ejército tras el Tratado de Lunéville de 1801, el duque se instaló en Ettenheim, Baden, Alemania y se casó secretamente con la sobrina del Cardenal de Rohan, la princesa Carlota de Rohan-Rochefort a la cual amaba profundamente.
Informado sobre un complot realista para asesinarlo, dirigido por el mariscal Georges Cadoudal y el exgeneral Jean-Charles Pichegru y convencido de que el joven Enghien formaba parte de este, Napoleón I dispuso su captura.
Fue arrestado la noche del 15 al 16 de marzo de 1804 junto con otras personas por las tropas republicanas dirigidas por Armand de Caulaincourt. El duque fue llevado primero a Estrasburgo y después encerrado en el Castillo de Vincennes. Fue puesto en manos de un consejo de guerra compuesto por siete coroneles y por el general Pierre-Augustin Hulin, que lo presidía. Fue condenado a muerte.
En vano Enghien negó su culpabilidad. Fue fusilado el 21 de marzo y su cuerpo fue arrojado a una fosa a los pies del Pabellón de la Reina.

## Consecuencias de su muerte

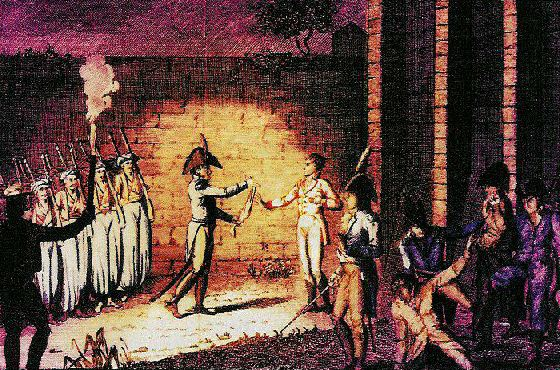
La ejecución del Duque de Enghien.

Los hechos provocaron la indignación de las cortes europeas por las violaciones a la soberanía por parte del Estado francés; la suerte corrida por el Duque influyó negativamente en la imagen de Napoleón Bonaparte quien aún era Primer Cónsul y esperaba causar una buena impresión en los países vecinos.
Después de la reacción indignada de toda Europa, los principales autores del fusilamiento se declararon sin responsabilidad por el mismo. Joseph Fouché, el jefe de la policía francesa, comentó el hecho con una famosa frase, posteriormente atribuida muchas veces a Talleyrand:

Il a été pire qu'un crime, il a été une erreur.
Ha sido peor que un crimen, ha sido un error.

El general Savary, jefe de la policía secreta, inculpada por el hecho, declaró en sus memorias que no era el único responsable, sino que Joseph Fouché entregó a Napoleón información determinante y errónea para que tomara la decisión de actuar, y sostuvo que intentó hasta el último momento convencer al Primer Cónsul de que no reaccionara en contra del duque.
La única persona que asumió su responsabilidad fue el propio Napoleón Bonaparte a quien rogaron su esposa Josefina y su madre Maria Letizia que no ordenara su ejecución, en sus memorias declaró:

Hice arrestar al duque de Enghien porque era necesaria la seguridad, el interés y el honor del pueblo francés, durante ese tiempo el Conde de Artois confesó tener a sesenta asesinos en París. En circunstancias similares, volvería a actuar de la misma forma.

Las pruebas que involucraban al duque en la conspiración nunca fueron encontradas, y de hecho, los cargos contra el joven duque se cambiaron de conspiración a alta traición, por haber tomado las armas contra su país.
La interpretación que se le da a la decisión de proceder al rapto y asesinato del duque es la siguiente: en un contexto de acusaciones por parte de los partidarios de Moreau (recientemente encarcelado, acusado por conspiración) que lo acusaban de querer reinstaurar la monarquía, además de la conspiración de los realistas dentro de Francia y en el extranjero para eliminarlo. Napoleón quiso dar un mensaje a ambos partidos: a los republicanos, para demostrar que no estaba a favor de la monarquía, y a los realistas para frenar cualquier intento de complot. 
El motor de la acción, ciertamente, no fue la escasa peligrosidad de Enghien, quien con su juventud, su matrimonio por amor y el sacrificio al que fue entregado, hicieron de él un emblema del héroe romántico. Después de la Restauración, en 1816 Luis XVIII dispuso el traslado del cuerpo del duque a la Sainte-Chapelle de Vincennes, bajo el monumento de Lenoir.

## Enghien en la literatura
El episodio de la ejecución fue mencionado en obras teatrales y literarias.

### Tolstói
En Guerra y paz, Tolstoi hace del hecho un objeto de discusión en el salón del personaje Anna Pavlovna Sherer, donde está presente un emigré, el visconde de Mortemart, quien habría conocido personalmente al duque:

El grupo reunido en torno a Mortemart comenzó a discutir inmediatamente el asesinato del duque de Enghien.
Después del asesinato del duque incluso hasta los más acérrimos admiradores de Bonaparte dejaron de verlo como un héroe. Después de lo acaecido, había un mártir más en el cielo y un héroe menos en la tierra.
El vizconde de Mortemart afirmó que la causa de la muerte del duque era su propia magnanimidad, que era el principal motivo de Bonaparte para odiarlo.

Más adelante:

Había una anécdota popular en la que se contaba que el duque de Enghien se había escabullido secretamente a París para visitar a Mademoiselle George, que le valió encontrarse con Bonaparte, quien también era admirador de la actriz. En presencia del duque, Napoleón, sufrió una de sus crisis de desmayos, quedando a su merced. Enghien lo ayudó a volver en sí y esta magnanimidad fue pagada con la muerte.

### Alejandro Dumas
El asesinato del duque de Enghien también fue tocado en la novela El caballero Hector de Sainte-Hermine, de Alexandre Dumas padre:

El sentimiento dominante en la mente de Bonaparte en ese momento no fue el miedo ni la venganza, sino el deseo de hacer entender a toda Francia que la sangre de los Borbón, tan sagrada para los realistas, era para él como la de cualquier otro ciudadano de la república.